# Diogmites memnon
Diogmites memnon là một loài ruồi trong họ Asilidae. Diogmites memnon được Osten-Sacken miêu tả năm 1887. Loài này phân bố ở vùng Tân nhiệt đới.